# 18449 Rikwouters
A 18449 Rikwouters (ideiglenes jelöléssel 1994 PT19) a Naprendszer kisbolygóövében található aszteroida. Eric Walter Elst fedezte fel 1994. augusztus 12-én.
Nevét Rik Wouters (1882 – 1916) belga festőművész, szobrász után kapta.